# Lhuntse (arrondissement)
Lhuntse Dzong, Chinees: Lhünzê Xian is een arrondissement in het centraal-oostelijke deel van de prefectuur Lhokha (Shannan) in de Tibetaanse Autonome Regio, China. Het heeft een oppervlakte van 9894 km². In 1999 telde het arrondissement 31.851 inwoners. De hoofdplaats is Lhuntse.
De hoogte varieert van 2200 tot 6998 meter. De gemiddelde jaarlijkse temperatuur is 5,2 °C en jaarlijks valt er gemiddeld 282,5 mm neerslag.

## Geschil met India
Over dit enkele arrondissementen is een geschil met India dat een hoogtepunt bereikte tijdens de Chinees-Indiase Oorlog en waarvan de oorzaak teruggaat tot de ondertekening van het Akkoord van Simla door functionarissen van de dertiende dalai lama en het Verenigd Koninkrijk. Naast het zuiden van Lhuntse gaat het om geheel Tshona en delen van Metog en Chayu. Volgens India behoren de arrondissementen tot de Indiase deelstaat Arunachal Pradesh; volgens China gaat het om arrondissementen van Zuid-Tibet.

## Geschiedenis
De koningen van de Phagmodru-dynastie regeerden vanuit de regio Lhokha in de 13e eeuw en bouwden een keten van forten langs de Yarlung Tsangpo, de bovenloop van de Brahmaputra. In deze tijd werd ook de dzong van Lhuntse gebouwd. In deze dzong verbleef de veertiende dalai lama een kort moment in 1959 tijdens zijn vlucht naar India naar aanleiding van de opstand in Tibet.